# Belvosia hirta
Belvosia hirta là một loài ruồi trong họ Tachinidae.